# David S. Reid
David S. Reid (Rockingham megye, Észak-Karolina, 1813. április 19. – Reidsville, 1891. június 18/19.) az Amerikai Egyesült Államok szenátora (Észak-Karolina, 1854–1859).